# Catharsius congolensis
Catharsius congolensis är en skalbaggsart som beskrevs av Ferreira 1962. Catharsius congolensis ingår i släktet Catharsius och familjen bladhorningar. Inga underarter finns listade.